# Santuario di Nostra Signora della Guardia (Tortona)
Il santuario di Nostra Signora della Guardia fu costruito da don Luigi Orione nella cittadina di Tortona, in provincia di Alessandria.

## Storia

### La primitiva chiesa della Vergine delle Grazie
Il santuario occupa il posto dove, già nel 1000, sorgeva la chiesa della Beata Vergine delle Grazie, tenuta dai benedettini e poi dai francescani. Nel 1418 davanti ad essa predicò Bernardino da Siena, dal quale il borgo prese il nome.
Dopo il 1500 detta chiesa, chiamata ormai la "Madonna di San Bernardino", andò in rovina, ma i devoti cattolici continuarono a pregare la Vergine, e le cronache del tempo riportano che si ottenevano grazie e favori insigni. Perciò, nel 1585, costruirono nel luogo della primitiva chiesa un "pilone" o tabernacolo a quattro facciate.
Qualche anno dopo, nel 1607, il vescovo di Tortona Umberto Gambara, pressato dalla popolazione tortonese, iniziò la costruzione, attorno al "pilone", di un santuario più grande, con pianta a croce greca. Per facilitare l'afflusso dei devoti, in seguito, il vescovo Cosmo Dossena costruì un solido ponte sull'Ossona, il torrente che divide la città dal rione San Bernardino; fece innalzare la cupola, dipingere la chiesa, costruire davanti ad essa, per i pellegrini, un portico ed una piazza cinta di colonne di pietra. In quei secoli, seguiti alla scissione protestante, il santuario fu difesa della fede tortonese contro le eresie.
Di esso si interessò anche papa Paolo V che per due volte lodò la pietà dei tortonesi.
Nel 1662 ai francescani subentrarono gli agostiniani, fino al 1802, quando furono allontanati da Napoleone.
Il sacro edificio, allora, già danneggiato prima delle guerre, fu trasformato in edificio privato, come si conserva tuttora: una parte, tuttavia, rimase adibita a chiesa dove si continuò ad onorare la Madonna.

### Il lavoro di don Orione
Luigi Orione nel 1893 aprì in San Bernardino il suo primo collegetto per ragazzi. Parlando loro della futura opera, che già vagheggiava in mente, disse indicando la zona: "Qui sorgerà un grande santuario…".
Nel 1917 il rione di San Bernardino, costituito da famiglie molto povere, era in fermento per l'assenza degli uomini e dei giovani al fronte: una forte propaganda estremista traviò alcuni, tanto che il 1º maggio di quell'anno un corteo di esasperati partì da San Bernardino per assalire l'episcopio: don Orione fu pronto ad intervenire con alcuni giovani, ma capì che bisognava agire con la carità, per salvare quelle anime: iniziò così ad accogliere i ragazzi più bisognosi, soccorse i poveri e, solo tra i sacerdoti, poteva passare l'Ossona per celebrare la messa nella cappella della Madonna. Durante la prima guerra mondiale fece il voto di costruire un grande santuario alla Madonna, se i soldati del rione fossero ritornati sani e salvi.
Il voto venne fatto il 29 agosto del 1918; il 4 novembre la guerra finiva.
Il 23 ottobre 1926 il cardinale tortonese Carlo Perosi benediceva la prima pietra del nuovo santuario, progettato dall'architetto della Santa Sede Spirito Maria Chiappetta
Nell'aprile 1928 iniziavano i lavori; il 28 agosto 1931 – nel XV centenario del Concilio di Efeso e della Mater Dei – il nuovo artistico tempio veniva inaugurato dal vescovo Simon Pietro Grassi ed iniziava la serie di quelli che i fedeli di Orione chiameranno "trionfi mariani" e che si collegano nella sua mente ai due antichi santuari, in una tradizione di fede e di amore alla Madonna che durava da secoli.

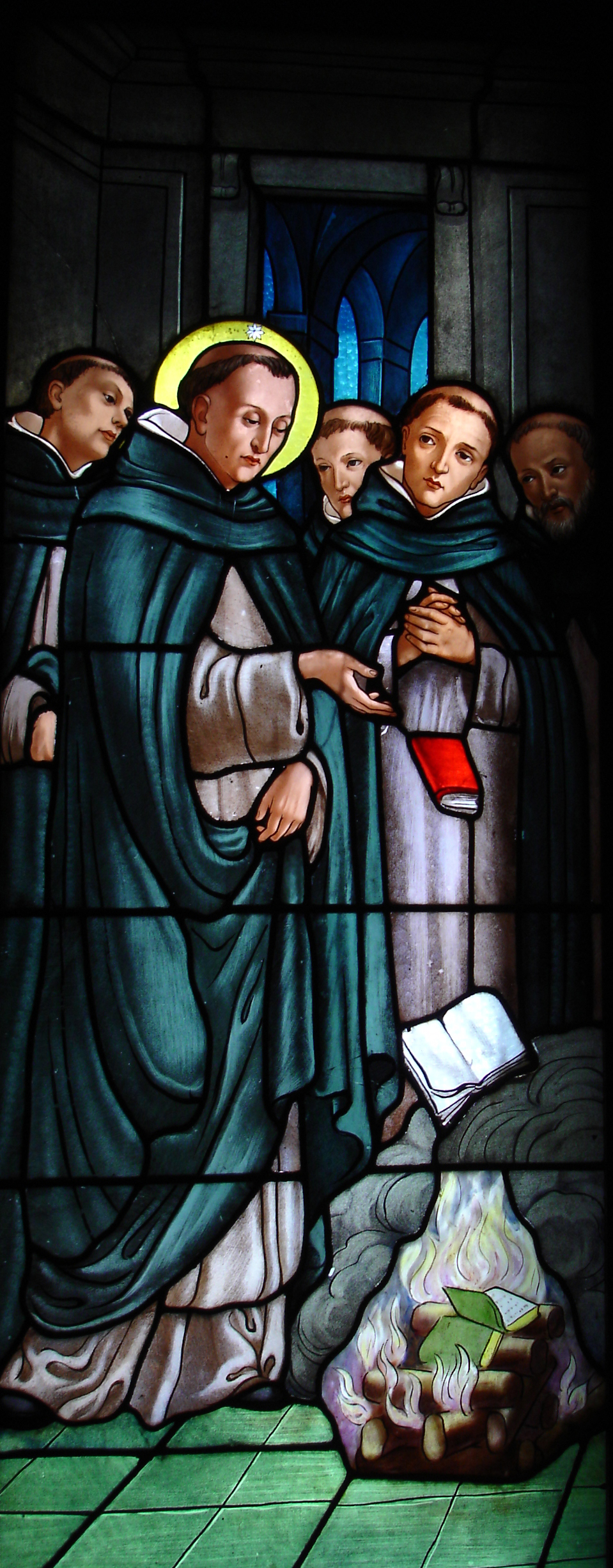
Vetrata di San Domenico di Guzman, nel santuario della Madonna della Guardia- Foto Vincenzo Caggiano

### I tempi recenti
La sera del 28 agosto 1958 fu presente col metropolita di Genova, Giuseppe Siri – per la benedizione della grande statua posta sul sagrato del santuario – il cardinale Angelo Giuseppe Roncalli, che dopo due mesi esatti sarebbe stato eletto papa col nome di Giovanni XXIII.
Il 28 agosto 1959 Giovanni XXIII volle ancora essere presente, illuminando per impulso radio la statua fatta salire il giorno 27 al vertice della torre, ed indirizzando alla moltitudine dei fedeli un messaggio radiofonico benedicente.
Il santuario è stato solennemente consacrato da monsignor Luigi Bongianino, vescovo di Tortona, il 24 agosto 1991, dedicandolo a Dio in onore della Beata Vergine Madre di Dio, venerata sotto il popolare titolo di Madonna della Guardia. Facevano corona al vescovo di Tortona:
- Andrea Mariano Magrassi, arcivescovo di Bari-Bitonto
- Andrea Gemma, vescovo di Isernia–Venafro
- Giuseppe Masiero, superiore generale dell'"Opera don Orione"
- Giuseppe Rigo, rettore del santuario

Erano presenti anche molti sacerdoti, religiosi, e un grande numero di fedeli.
Il 1º ottobre 1991 il santuario è stato elevato alla dignità di Basilica minore da papa Giovanni Paolo II.

### Da vedere
Il santuario ospita nella navata di destra, la tomba di San Luigi Orione, meta di pellegrinaggi da ogni parte del mondo. Il corpo del santo è conservato in una teca con le pareti di vetro ed è quindi visibile dai fedeli.
In cripta è invece possibile vedere la prima tomba di don Orione, quella che accolse i resti del santo subito dopo la sua morte. In cripta
sono sepolti i primi successori di don Orione a altri figli e figlie della Piccola Opera della Divina Provvidenza.
Da notare in basilica la bella Via Crucis di Antonio Ciseri.
Nella via crucis della cripta, un tempo nella basilica superiore, il volto del Cireneo, nella quinta stazione, ha le sembianze di don Orione.
Dietro il santuario e collegata ad esso è la torre alta 60 metri costruita negli anni 1954-58 su
progetto dell'architetto Gallo di Torino. Alla sua sommità è posta la statua in bronzo dorato della Madonna con in braccio Gesù Bambino. Realizzata dallo scultore Narciso Cassino, è, con i suoi 14 metri di altezza e le sue 12 tonnellate di peso, la più grande statua bronzea al mondo posta in cima a un edificio. Essa venne realizzata utilizzando come materia prima il rame delle
pentole rotte raccolto nella diocesi di Tortona in seguito alla missione di predicazione lanciata da Don Orione per la realizzazione del monumento. La torre è visitabile fino al balcone posto alla base della statua; per arrivare in cima bisogna salire oltre 300 gradini,oppure prendere 2 ascensori.

### Feste celebrate con particolare solennità in santuario
Il 1º gennaio la Chiesa celebra Maria Madre di Dio. Essendo il santuario dedicato alla Mater Dei è possibile per i fedeli ottenere l'indulgenza plenaria alle solite condizioni (confessione sacramentale dei propri peccati, comunione eucaristica, preghiera secondo l'intenzione del Sommo Pontefice, vivo proposito di non peccare più).
L'indulgenza plenaria è prevista anche il 29 giugno, festa dei santi Pietro e Paolo (uno dei pilastri della spiritualità di don Orione è la fedeltà al Papa), il 2 agosto, festa della Porziuncola, il 24 agosto, data della dedicazione della chiesa.
L'indulgenza plenaria può essere lucrata anche in un giorno dell'anno liberamente scelto del fedele come data di un proprio pellegrinaggio al santuario.
La festa tuttavia più tipica del santuario, celebrata con grande solennità e concorso di popolo, è quella dell'Apparizione, il 29 agosto, in ricordo dell'apparizione di Maria sul monte Figogna al pastore Benedetto Pareto.
In questa occasione il rione di san Bernardino diventa il centro dei festeggiamenti che culminano con la processione del pomeriggio e i fuochi artificiali della sera.

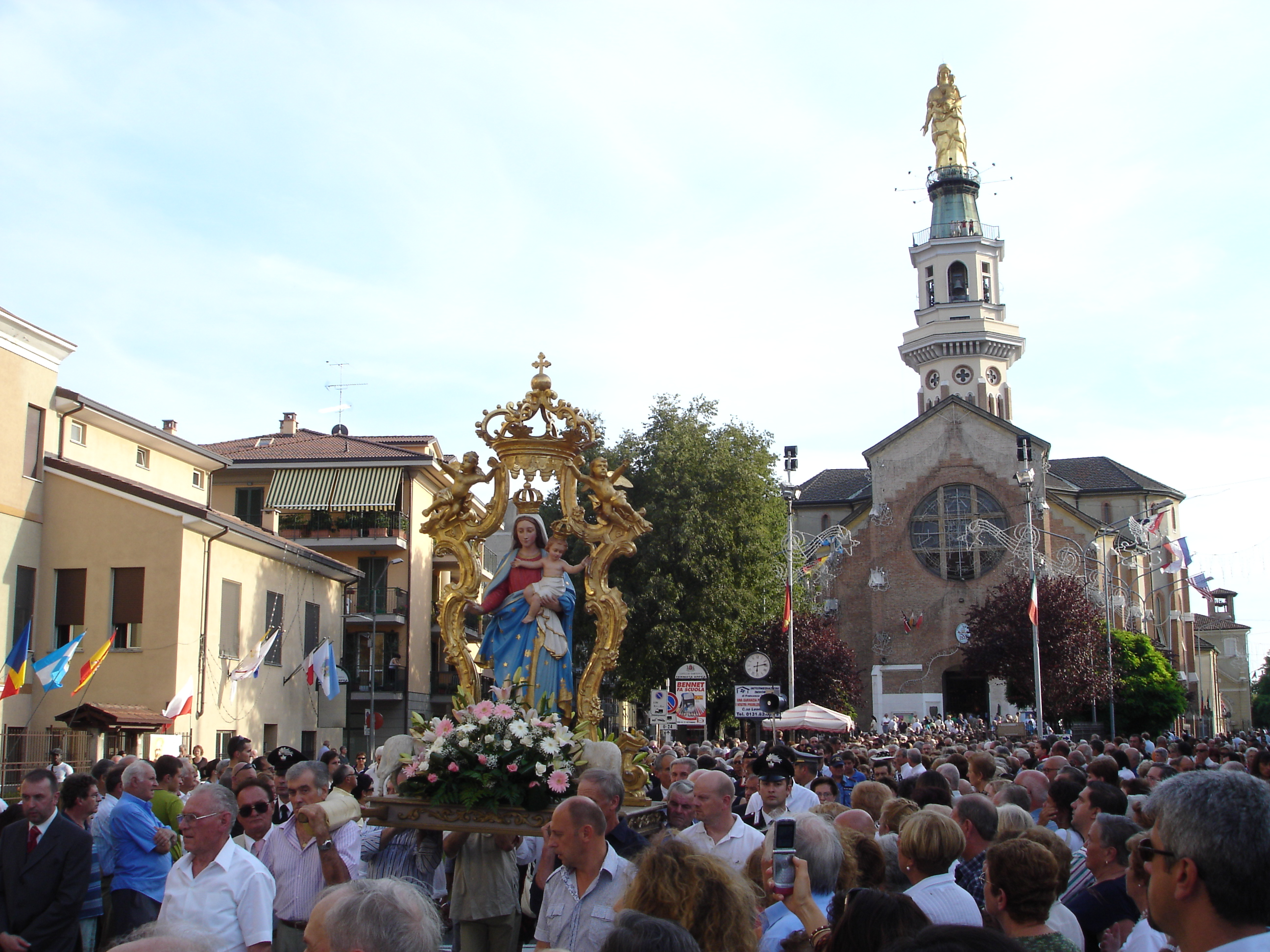
Processione del 29 agosto